# Bandera de Pernambuco
La bandera de Pernambuco fue originada en la revolución de 1817, siendo oficializada por el Decreto n.º 459/1917, en el centenario de la misma revolución, por el gobernador Manuel Antônio Pereira Borba.

## Significado
El color azul del rectángulo superior simboliza la grandeza del cielo pernambucano; el color blanco representa la paz; el arco iris (verde, amarillo, rojo) representa la unión de todos los pernambucanos; la estrella caracteriza el estado en conjunto de la Federación, que en la bandera nacional está representado por Scorpius; el sol es la fuerza y la energía de Pernambuco; finalmente, la cruz representa la fe en la justicia y el entendimiento.

## Otras banderas

Antigua bandera de la Revolución de 1817.
Bandera de la Confederación del Ecuador.
Bandera no oficial de la provincia de Pernambuco.
Bandera del Estado de Pernambuco, según una propuesta anterior (1911-1917).
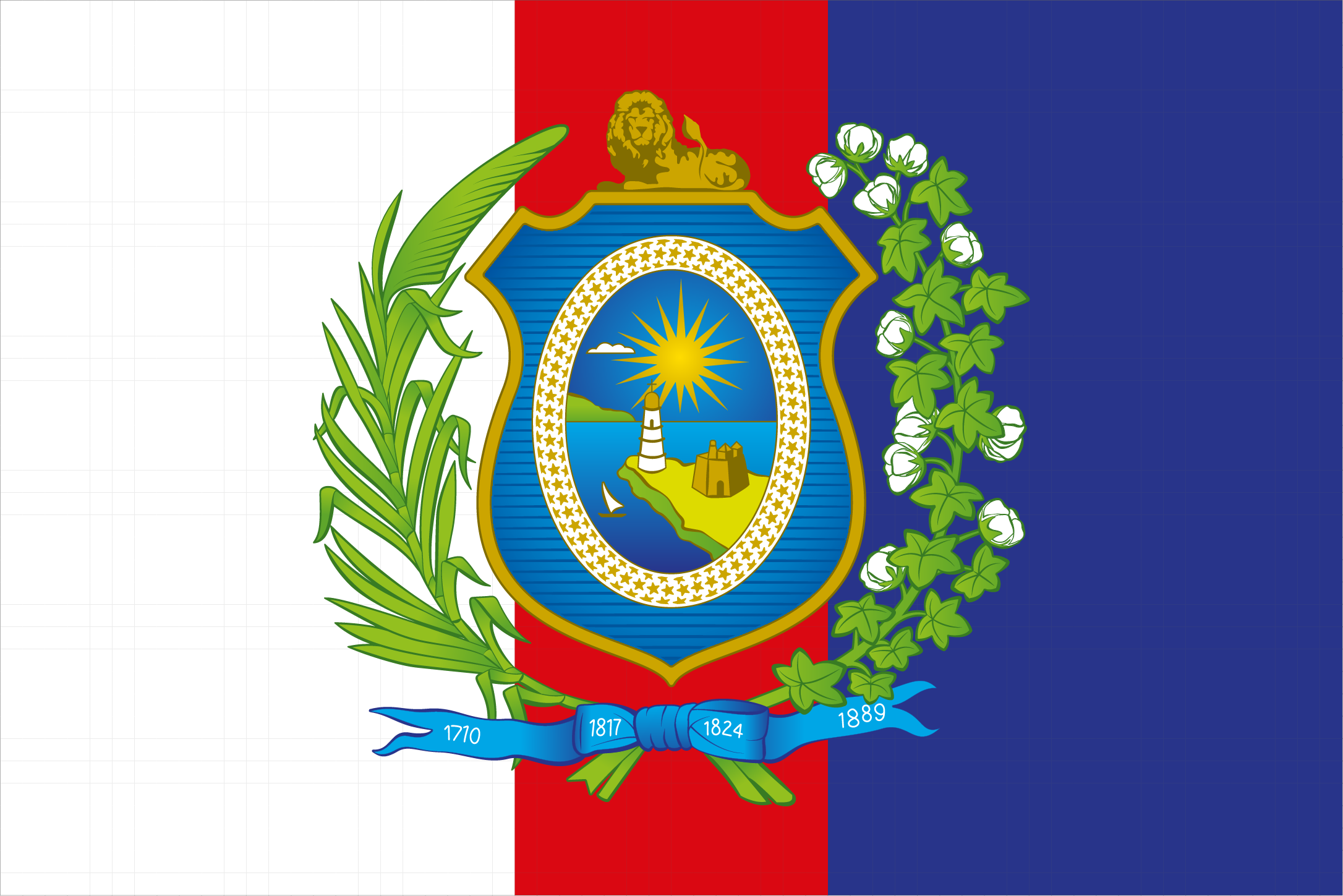
Bandera del Gobernador de Pernambuco.

- Datos: Q2626006